# Jody Patrick
Jody Patrick (* 14. Juni 1978 in Calgary) ist eine kanadische Badmintonspielerin. 

## Karriere
Jody Patrick nahm 2004 im Mixed an Olympia teil. Sie verlor dabei in der Auftaktrunde und wurde somit 17. in der Endabrechnung. 2003 gewann sie die Czech International und die Carebaco-Meisterschaft, 2005 die Panamerikameisterschaft.

## Sportliche Erfolge
| Saison | Veranstaltung                   | Disziplin   | Platz | Name                                  |
| ------ | ------------------------------- | ----------- | ----- | ------------------------------------- |
| 1995   | Kanada: Juniorenmeisterschaften | Dameneinzel | 1     | Jody Patrick, AB                      |
| 1996   | Kanada: Juniorenmeisterschaften | Dameneinzel | 1     | Jody Patrick, AB                      |
| 1996   | Kanada: Juniorenmeisterschaften | Damendoppel | 1     | Jody Patrick / Jennifer Wong, AB / BC |
| 2003   | Czech International             | Mixed       | 1     | Mike Beres / Jody Patrick             |
| 2003   | Carebaco-Meisterschaft          | Mixed       | 1     | Mike Beres / Jody Patrick             |
| 2004   | Olympia                         | Mixed       | 17    | Mike Beres / Jody Patrick             |
| 2005   | Panamerikameisterschaft         | Mixed       | 1     | Mike Beres / Jody Patrick             |